# Wheatfield (New York)
Wheatfield (deutsch Weizenfeld) ist eine Stadt im südwestlichen Teil von Niagara County, New York, Vereinigte Staaten von Amerika. Das U.S. Census Bureau hat bei der Volkszählung 2020 eine Einwohnerzahl von 18.638 ermittelt. Der Stadtname hat seinen Ursprung im Weizenanbau, der in der Region betrieben wird.

## Wirtschaft
Während des Zweiten Weltkriegs entwickelte sich die Stadt zu einem Industriestandort. Der größte Betrieb war die Bell Aircraft Corporation, die zunächst das Kampfflugzeug P-39 Airacobra und später andere Produkte für die Luft- und Raumfahrtindustrie fertigte.

## Lage
Wheatfiel liegt nahe der Niagarafälle zwischen dem Eriesee und dem Ontariosee. Östlich der Stadt liegt der Niagara Falls International Airport. Die Stadt ist umgeben von den Städten Lewiston und Cambria im Norden, Pendleton im Osten, North Tonawanda im Süden und der Stadt Niagara Falls im Westen. Die Stadt wird eingegrenzt vom Niagara River im Süd-Westen und vom Tonawanda Creek im Süden.

## Geschichte
Seit dem 12. Mai 1836 ist Wheatfield eine Stadt. Die erste Stadtversammlung fand am 6. Juni 1836 in einem Schulhaus statt.